# 3 Pułk Ułanów (Królestwo Kongresowe)

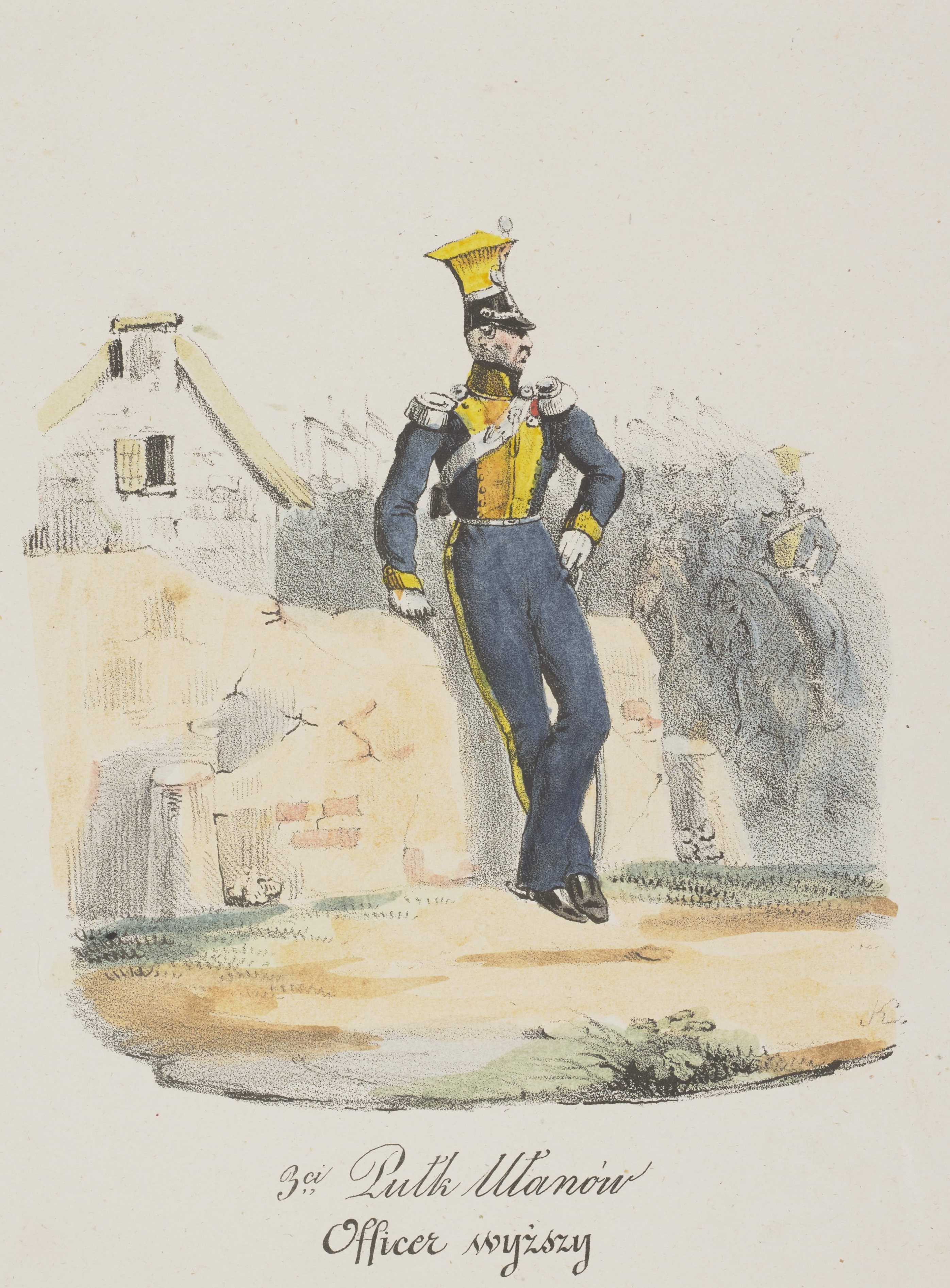
Oficer 3 pułku ułanów na litografii Józefa Kondratowicza (1829)

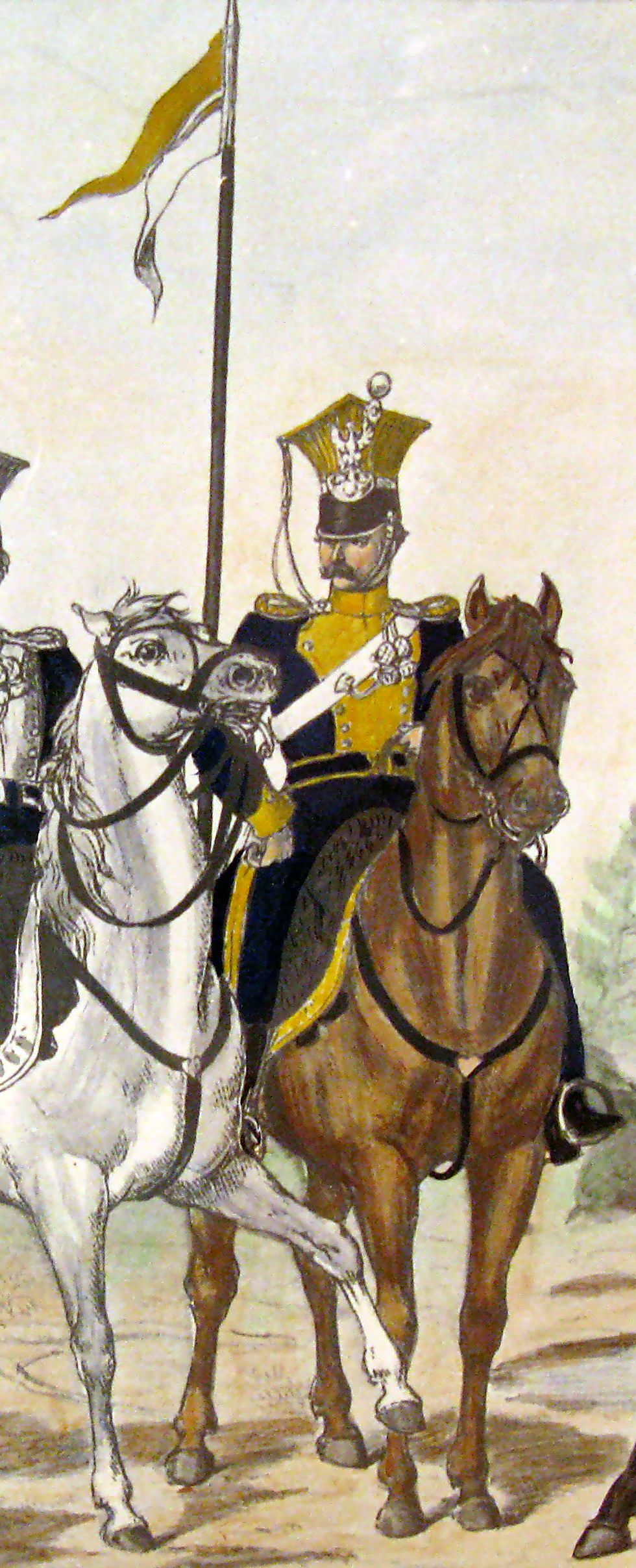
Ułan 3 p.uł. w czasie powstania listopadowego

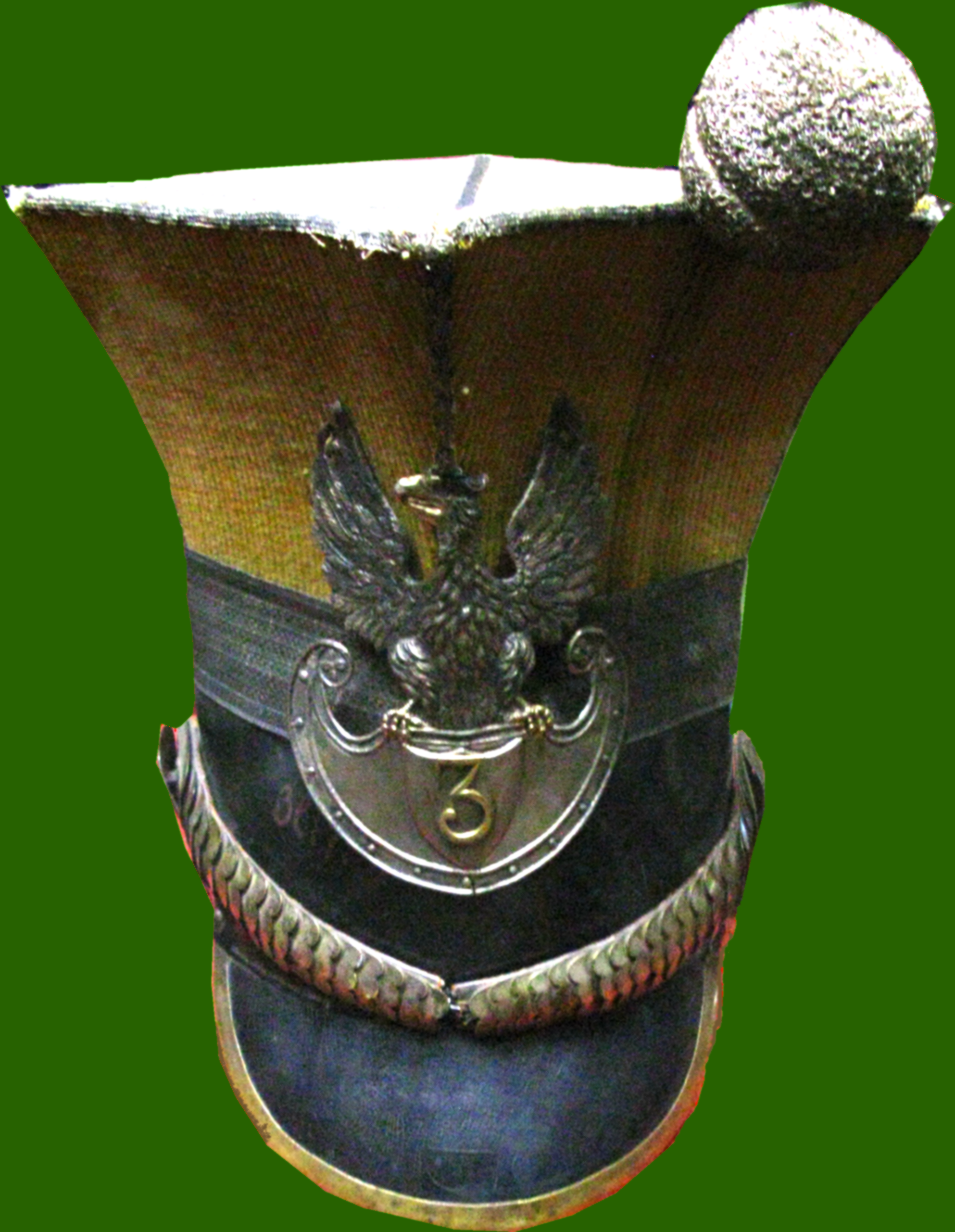
Czapka oficera 3 p.uł.

3 Pułk Ułanów – oddział jazdy Wojska Polskiego Królestwa Kongresowego. 

## Formowanie i zmiany organizacyjne
Utworzony w 1815. Składał się z czterech szwadronów i piątego rezerwowego. Szwadrony pierwszy i drugi stanowiły 1 dywizjon, a trzeci i czwarty wchodziły w skład 2 dywizjonu. Szwadron dzielił się na dwa półszwadrony, każdy półszwadron na dwa plutony, każdy pluton na półplutony czyli sekcje. Pluton dzielił się także na oddziały, czyli trójki, po trzy roty każdy.
Wchodził w skład 1 brygady Dywizji Ułanów Królestwa Kongresowego.

## Ubiór
Barwą pułku był kolor żółty.
Kurtka ułańska granatowa z wyłogami i wypustkami i kołnierzem barwy żółtej. Czapka barwy żółtej. Na kokardach przy czapkach oficerowie nosili złocone krzyże kawalerskie.
Kołnierze na surdutach, lejbikach i płaszczach barwy żółtej. Na guzikach i na czapkach  numer 3.

Chorągiewki na lancach żółto-białe.

## Miejsce dyslokacji w 1830
Stanowisko: województwo podlaskie
- sztab – Międzyrzec
- 1 szwadron – Międzyrzec
- 2 szwadron – Biała
- 3 szwadron – Łomazy
- 4 szwadron – Terespol
- rezerwa – Mordy

## Konie
Pułk posiadał konie kasztanowate.
- 1 szwadron – konie jednostajnej maści
- 2 szwadron – konie mogły mieć gwiazdki na czole
- 3 szwadron – konie mogły mieć gwiazdki, strzałki i pęciny
- 4 szwadron – konie mogły mieć łysiny
- trębacze – konie gniado–srokate

Konie żołnierskie miały ogony obcięte do kolon i przerywane. Konie oficerskie – anglizowane.

## Żołnierze pułku
Dowódcy pułku
- płk Karol Madaliński
- płk Wincenty Szeptycki (1817)
- płk Michał Korytowski (1818 do 1 lutego 1831),
- ppłk Ludwik Chmielewski (od 1 lutego 1831 do 8 kwietnia),
- ppłk Karol Pawłowski,
- ppłk Marcin Żółkiewski.

Oficerowie pułku
- Alojzy Janowicz

## Walki pułku
Pułk brał udział w walkach w czasie powstania listopadowego.
Bitwy i potyczki:
- Węgrów (8 lutego)
- Liw (11 lutego)
- Jadów (12 lutego)
- Stoczek (14 lutego)
- Dobre (17 lutego)
- Nowa Wieś (19 lutego)
- Grochów (24 lutego)
- Wawer (31 marca)
- Seroczyn (10 kwietnia)
- Boreml (19 kwietnia)
- Mińsk (26 kwietnia i 14 lipca)
- Barania Ruda (10 maja)
- Ostrołęka (18 i 26 maja)
- Raciąż (23 lipca)
- Szymanów (15 sierpnia)
- Karczew (23 sierpnia)
- Żelechów (26 sierpnia)
- Krynka (28 sierpnia)
- Międzyrzec (29 sierpnia)
- Kazimierz Dolny (14 września)
- Rachów (16 września)

Za zasługi w walkach pułk został odznaczony 1 krzyżem kawalerskim, 16 złotymi i 15 srebrnymi.